# Hermann Brandstätter
Hermann Brandstätter (1951) è un ex sciatore alpino austriaco.

## Biografia
Sciatore polivalente, Brandstätter vinse la medaglia d'argento nella combinata ai Campionati austriaci 1972; non debuttò in Coppa del Mondo  e non prese parte a rassegne olimpiche o iridate.

## Palmarès

### Campionati austriaci
- 1 medaglia:
  -  1 argento (combinata nel 1972)[senza fonte]